# Hydra cauliculata
Hydra cauliculata är en nässeldjursart som beskrevs av Libbie Henrietta Hyman 1938. Hydra cauliculata ingår i släktet Hydra och familjen Hydridae. Inga underarter finns listade i Catalogue of Life.